# Guero
Guero è il nono album discografico del cantautore statunitense Beck, pubblicato il 29 marzo 2005.

## Descrizione
L'album è stato pubblicato dalla Interscope sia in versione regolare su CD che in versione CD/DVD, con un DVD contenente 7 bonus tracks, video per le 13 canzoni e altri contenuti addizionali.
Guero è arrivato alla seconda posizione della Billboard 200 negli Stati Uniti e alla 15esima della Official Albums Chart del Regno Unito.
Il titolo deriva dal termine Güero, che nello slang della lingua spagnola diffuso in Messico indica una persona bionda e di carnagione chiara, proprio come Beck. La copertina è un'opera dell'artista canadese Marcel Dzama.
La canzone Black Tambourine è stata inserita da David Lynch nella colonna sonora del film Inland Empire - L'impero della mente. Il brano Broken Drum è dedicato a Elliot Smith, musicista ed amico di Beck scomparso nel 2003.
Diversi sono i sample utilizzati: tra questi vi sono So What'cha Want dei Beastie Boys (in E-Pro) e What It Is dei The Temptations (in Eartquake Weather).

## Tracce
1. E-Pro – 3:22
2. Qué Onda Guero - 3:29
3. Girl – 3:30
4. Missing – 4:44
5. Black Tambourine – 2:46
6. Earthquake Weather – 4:26
7. Hell Yes – 3:18
8. Broken Drum – 4:30
9. Scarecrow – 4:16
10. Go It Alone – 4:09
11. Farewell Ride – 4:19
12. Rental Car – 3:05
13. Emergency Exit – 4:02

Bonus track DVD
14. Send a Message to Her - 4:31
15. Chain Reaction - 3:28
16. Clap Hands - 3:18
17. Girl (Octet Remix)
18. Broken Drum (Boards of Canada Remix)
19. Still Missing (Röyksopp Remix di Missing)
20. Fax Machine Anthem (Dizzee Rascal di Hell Yes)

## Formazione
- Beck - voce, chitarra, basso, effetti, percussioni, slide guitar, chitarra a 12 corde, battimani, rumori, programmazione, tamburelli, armonica, vocoder, piano, celesta, batteria, beats, tastiere, kalimba, arrangiamenti archi, direzione artistica, design, produzione, registrazione, missaggio
- Dust Brothers - beats, battimani, produzione, registrazione, missaggio
- Paolo Diaz - "dude" (voce sottofondo in Qué Onda Guero)
- Charlie Capen - suoni addizionali
- David Richard Campbell - arrangiamenti archi
- Roger Joseph Manning Jr. - clarinetto
- Danny Kalb - ingegneria
- Petra Haden - voce
- Tony Hoffer - missaggio
- Smokey Hormel - chitarra elettrica
- Money Mark - organo
- Justin Meldal-Johnsen - basso, suoni addizionali
- Kurisuti-na (Christina Ricci) - parlato in Hell Yes
- Elliot Scheiner - surround mix (deluxe edition)
- Joey Waronker - batteria
- Jack White - basso in Go It Alone